# Нефтехимические заводы Израиля
Нефтехимические заводы Израиля — израильская холдинговая компания, основной компанией которой является BAZAN Group. До этого компания действовала как промышленная компания в сфере нефтехимии. Ценные бумаги компании котируются на Тель-Авивской фондовой бирже.

## История
Компания была основана в 1961 году как промышленное предприятие в области нефтехимии в Хайфском заливе и занимающееся производством этилена, полиэтилена, сырья для моющей промышленности и технического углерода для резиновой промышленности. Производственные мощности были запущены в 1964 году. Первоначально компания находилась под контролем инвесторов из Северной и Южной Америки, государственных нефтеперерабатывающих заводов, компании Паз. В 1968 году «Паз» и инвесторы из Северной Америки продали свою долю Базану, доля которого увеличилась до 74 %, остальные акции принадлежали инвесторам из Южной Америки. В 1972 году Базан продал свою долю, и право собственности было разделено поровну между инвесторами из Южной Америки и Израильской корпорацией.
В 1989 году компания была объявлена монополистом в производстве полиэтилена низкой плотности и полистирола.
В 1991 году мощности и активы нефтеперерабатывающих и нефтехимических заводов были объединены в совместную дочернюю компанию Кармель Олефинс.
С начала XXI века контролирующим владельцем компании стал Дэвид Федерман.
В 2008 году между компанией и нефтеперерабатывающими заводами (Базан) было подписано соглашение, согласно которому компания передаст Базану свои акции в «Кармель Олефинс» в обмен на 20,53 % его акций. Реализация этого плана была осуществлена в 2009 году. По состоянию на январь 2024 года компания владела 24,52 % акций Базана.
В 2006 году компания приобрела 20 % акций производителя нетканых материалов Абгол за ~18 миллионов долларов.
В 2012 году Abgol был продан британскому инвестиционному фонду Athamba Capital за 107 миллионов долларов.
На 2015 год компания имела дефицит капитала в размере около 633 миллионов шекелей и накопила убытки в размере около 581 миллиона шекелей.
В результате реструктуризации долга в 2015 компания Элверстон стала контролирующим владельцем нефтехимических заводов в Израиле.
По состоянию на январь 2024 года доля собственности в компании была распределена следующим образом:
- Green Alaska — 38,06 %
- Семья Федерман — 18 %
- Якоб Гутенштейн — 9 %
- Алекс Псал — 9 %
- Общественность — 25,94 %.